# Betchton
 (février 2025).
Si vous disposez d'ouvrages ou d'articles de référence ou si vous connaissez des sites web de qualité traitant du thème abordé ici, merci de compléter l'article en donnant les références utiles à sa vérifiabilité et en les liant à la section « Notes et références ».
Betchton est une paroisse civile anglaise située dans le comté de Cheshire. Le village de Hassall Green en fait partie.
L'autoroute A6, la route principale A 533 et le Trent and Mersey Canal traversent le territoire de la paroisse.